# Кизин, Сидор Васильевич
Си́дор Васи́льевич Кизи́н (укр. Сидір Васильович Кізін; род. 15 ноября 1975 года, г. Житомир Украинской ССР) — украинский адвокат, государственный и политический деятель, председатель Житомирской областной государственной администрации с 2 марта по 22 июля 2014 года, глава Житомирской областной организации ВО «Свобода».

## Биография
Родился 15 ноября 1975 года в Житомире.
В октябре 1990 года был одним из участников голодовки и массовых протестов в Киеве.
В 1998 году окончил юридический факультет Львовского национального университета имени Ивана Франко по специальности «юрист».
С 1994 года работал на различных должностях в районном суде во Львове, с 1996 года работал во львовском областном управлении юстиции.
С 1998 по 2002 годы работал в Государственной комиссии по ценным бумагам и фондовому рынку, где занимал должности помощника председателя ГКЦБФР, заместителя начальника юридического управления ГКЦБФР.
С 2002 года занимался частной юридической практикой, получил свидетельство на право занятия адвокатской деятельностью, был членом Житомирской областной коллегии адвокатуры, являлся одним из соучредителей юридической компании «Портнов и партнёры», из которой вышел в 2003 году.
С 2003 по 2007 год был партнёром юридической фирмы «Кизин, Чибисов и партнёры».
В 2007 году стал партнёром адвокатского объединения «Бондарчук, Кизин и партнёры».
В 2008 году стал одним из соучредителей общественной организации «Люстрация», с 2009 года является членом ВО «Свобода», где занял должность заместителя руководителя юридического управления, в феврале 2010 года стал председателем Житомирской областной организации ВО «Свобода».
Являлся адвокатом оппозиционных журналистов и общественных активистов в ряде громких и резонансных судебных процессов в качестве адвоката политзаключенных, оппозиционных журналистов — так, он был адвокатом журналистки Елены Белозерской, адвокатом по делам о повреждении памятника Ленину в Киеве в 2009 года группой националистов, о повреждении памятника Сталину в Запорожье и в ряде других процессов.
В 2010 году был официальным представителем внука Степана Бандеры по делу об отмене указа Президента Украины Виктора Ющенко о присвоении Степану Бандере звания Героя Украины в Донецком административном суде и Высшем Административном Суде Украины.
В феврале 2011 года принимал участие в досрочных выборах в Житомирский областной совет в 41-м избирательном округе (часть Красноармейского района Житомирской области), по итогам которых занял 3 место и не был избран.
На парламентских выборах в 2012 году был выдвинут кандидатом от ряда оппозиционных сил (ВО «Свобода», ВО «Батькивщина», Фронт Перемен, Гражданская позиция) по избирательному округу № 67 Житомирской области, по итогам выборов получил 22,03 % голосов, заняв второе место и уступив Виктору Развадовскому.
3 января 2014 года был избит неизвестными вместе с народным депутатом от ВО «Свобода» Андреем Ильенко.
После смены власти указом исполняющего обязанности Президента Украины Александра Турчинова 2 марта 2014 года назначен председателем Житомирской областной государственной администрации, занимал должность до 22 июля 2014 года.
На местных выборах в 2015 году был избран депутатом Житомирского областного совета VII созыва, был главой постоянной комиссии по вопросам законности, регламента и местного самоуправления.